# Vâlcele (okręg Buzău)
Vâlcele – wieś w Rumunii, w okręgu Buzău, w gminie Ulmeni. W 2011 roku liczyła 458 mieszkańców.